# Treffen am Ossiacher See
Treffen am Ossiacher See is een gemeente in de Oostenrijkse deelstaat Karinthië, en maakt deel uit van het district Villach-Land.
Treffen telt 4357 inwoners.

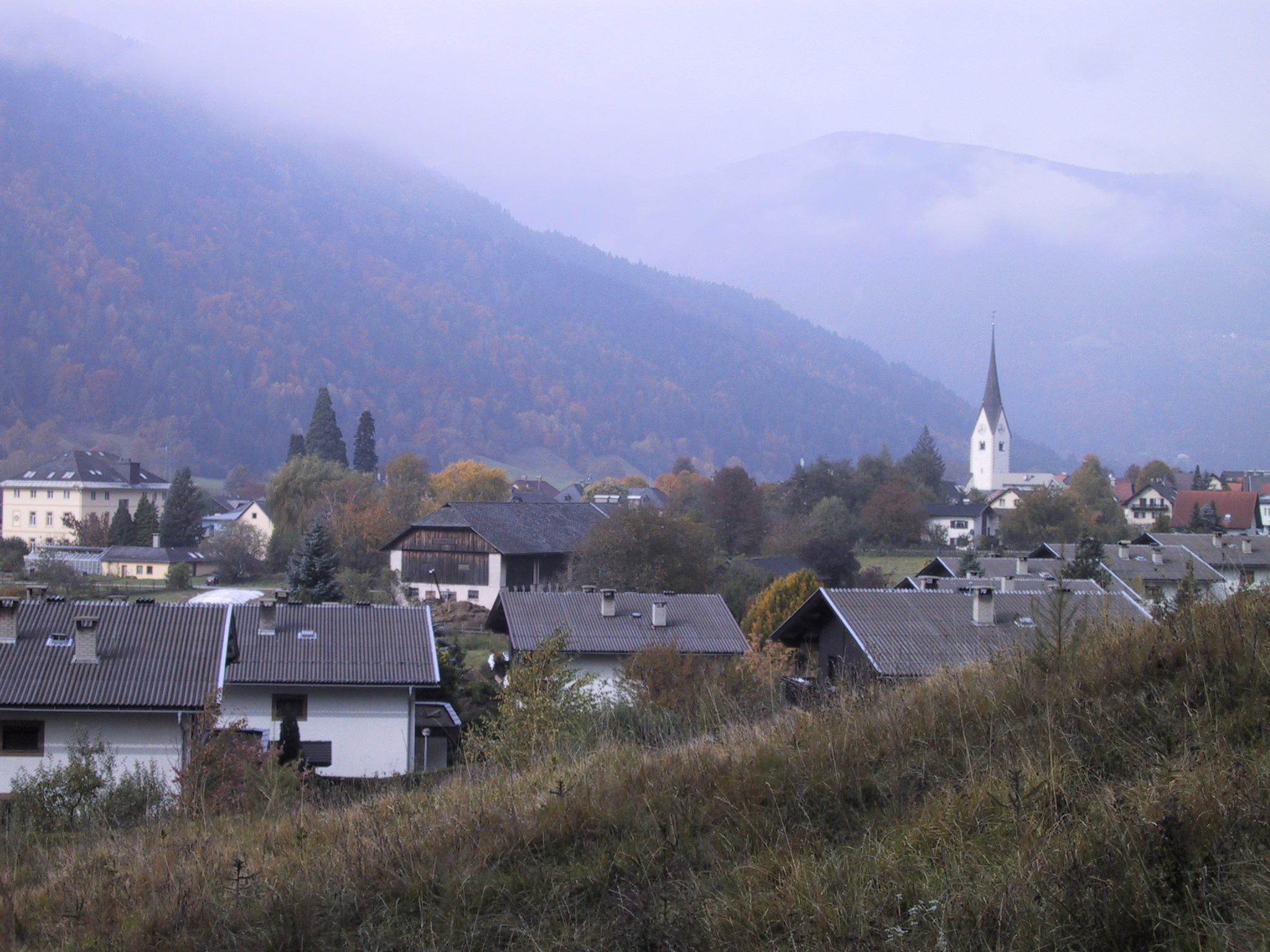
Treffen
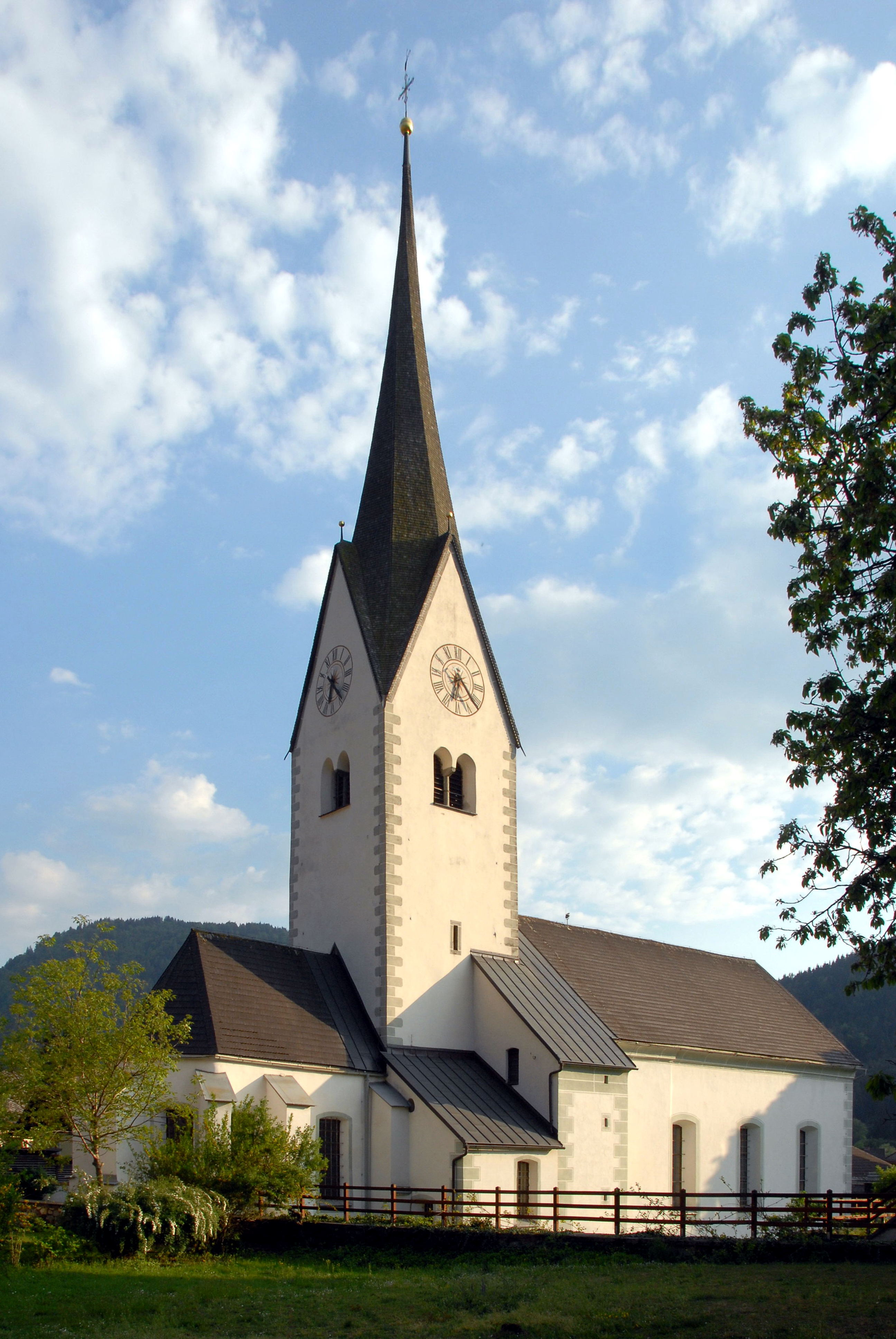
Parochiekerk van Treffen
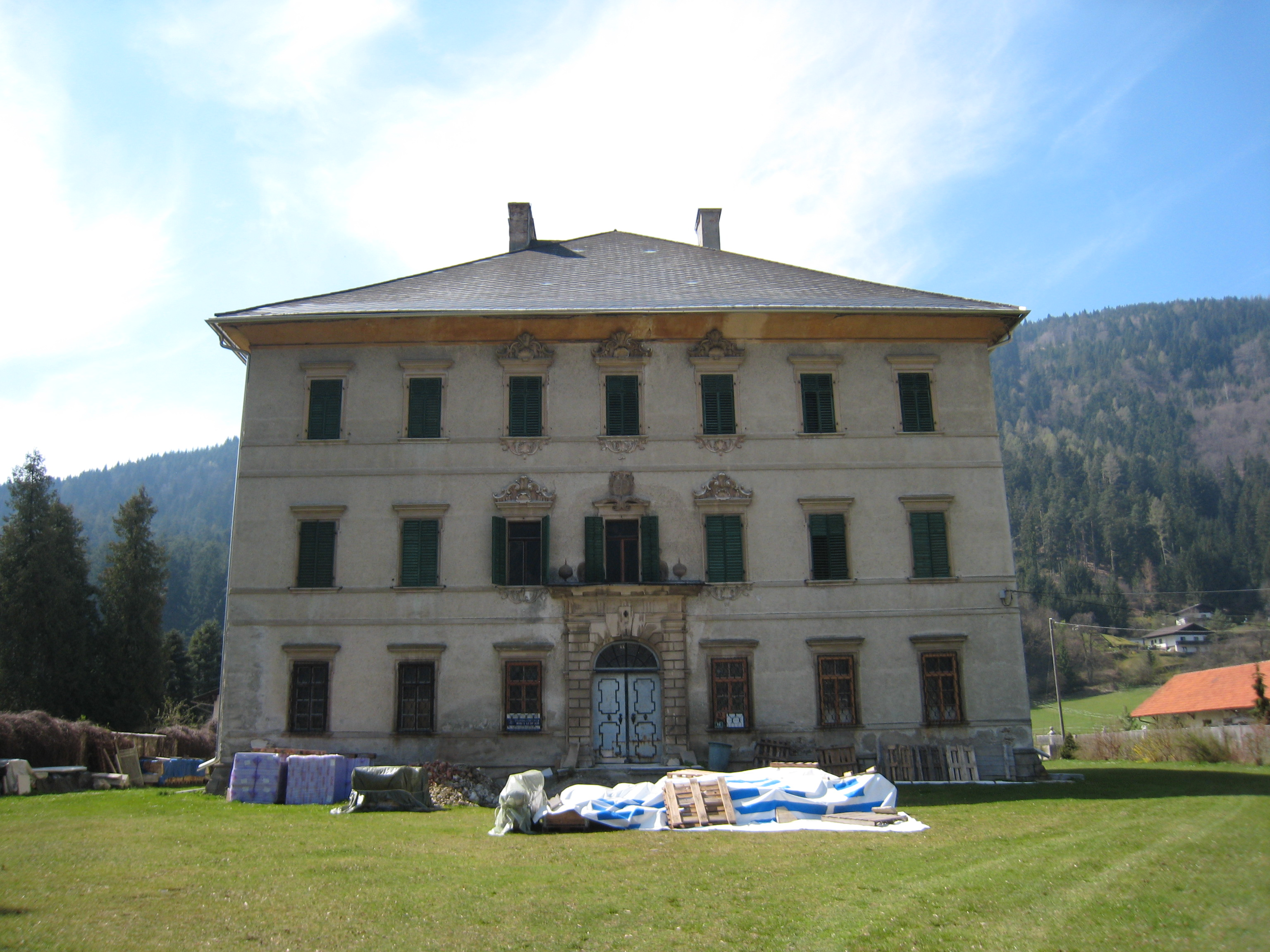
Slot Treffen

Afritz am See · Arnoldstein · Arriach · Bad Bleiberg · Feistritz an der Gail · Feld am See · Ferndorf · Finkenstein am Faaker See · Fresach · Hohenthurn · Nötsch im Gailtal · Paternion · Rosegg · St. Jakob im Rosental · Stockenboi · Treffen am Ossiacher See · Velden am Wörther See · Weißenstein · Wernberg
- Gemeinsame Normdatei: 4417857-8
- MusicBrainz: 93087732-3499-435e-ae89-f2b1acb5482e
- Virtual International Authority File: 244270064